# Лемех Ярослав Лукич
Ярослав Лукич Лемех (нар. 1 січня 1953, Львів) — радянський і український футболіст, футбольний суддя. Арбітр республіканської категорії (1988), згодом — арбітр національної категорії України. Асистент арбітра ФІФА. У сезонах 1992—1993/94 — головний арбітр у вищій лізі України (11 матчів). Інспектор ФФУ. З 2006 року — директор дитячо-юнацької футбольної школи ФК «Львів».
Грав за дублювальний склад «Карпат» (Львів), за СКА (Львів), виступав у нижчоліговому «Нойштреліц» (нім. TSG Neustrelitz, Німецька Демократична Республіка). З 1985 року судить футбольні поєдинки. З 1988 року — арбітр республіканської категорії.
У 1993—1998 роках як асистент арбітра ФІФА обслуговував 21 міжнародний поєдинок, серед них ігри національних збірних: Шотландія — Фінляндія та Сан-Марино — Туреччина.
Учасник робочої групи Федерації футболу України, яка 2012 року вперше надрукувала офіційне україномовне видання «Правила гри у футбол».
Син — Володимир Лемех — спеціаліст комплексної наукової групи ФК «Скала» (Стрий).